# Distribución geográfica del idioma ruso

Rusohablantes en el mundo.

Un rusohablante es un locutor de lengua rusa. El número de personas que dominan esta lengua, a nivel mundial, se estima en 280 millones.
Rusia es por cierto el país con mayor número de rusohablantes, pero varias de las antiguas repúblicas soviéticas albergan también un número significativo de rusohablantes, algunos de origen ruso y otros no, entre las que corresponde destacar a: Bielorrusia, Ucrania, Kazajistán, Kirguistán, Tayikistán, Moldavia y Letonia.
Por efecto de la emigración, también cuentan con población de habla rusa Israel, Alemania, Canadá, Estados Unidos (y en forma especial Nueva York y Alaska), donde particularmente buscó refugio la comunidad de los viejos creyentes, o sea los cristianos ortodoxos muy apegados a la vieja liturgia y a las tradiciones, y que fueron perseguidos tanto por el régimen zarista como por el régimen soviético. También hubo otras oleadas migratorias con epicentro en Rusia, como por ejemplo la llamada emigración blanca.
Por distintas circunstancias, otros países también cuentan con núcleos bastante significativos de rusohablantes, como por ejemplo Marruecos, y entre ellos principalmente personas que en su momento siguieron sus estudios en la ex URSS.
Ciertas particularidades demográficas de Rusia también fuerzan algunos movimientos migratorios en ese país, los que no siempre son o han sido por razones étnicas, político-religiosas, o económicas, tal como lo señalan algunas fuentes.
Por abuso de lenguaje, ciertas fuentes llaman "rusos" a las comunidades de habla rusa de países que con anterioridad formaron parte de la URSS, aun cuando estas poblaciones no siempre son de origen ruso, a pesar de que hablan y comprenden ruso.

## Mapa del mundo rusohablante

Mapa de países y regiones donde el idioma ruso está bastante difundido o es el de uso corriente.

## Países con presencia del idioma ruso
| Continente/Región | País/Territorio | Idiomas | Grupos étnicos                                                       | Imagen |
| Europa            | | |                                                                      |        |
| ----------------- | --- | --- | -------------------------------------------------------------------- | ------ |
| Europa            | Rusia | Ruso (Oficial). | rusos, ucranianos, tártaros, bielorrusos y armenios, túrquicos       |        |
| Europa            | Bielorrusia | Ruso y bielorruso (oficiales). | rusos, ucranianos, polacos, letónes, lituanos                        |        |
| Europa            | Ucrania | Ucraniano (Oficial). Ruso oficial entre 2012 y 2018 en las regiones del sur y del este (), desde 2019 está reconocida como lengua minoritaria. | rusos, bielorrusos, polacos, húngaros, eslovacos, rumanos            |        |
| Europa            | Kazajistán | Ruso y kazajo (oficiales). | rusos, kazajos, kirguises, turcos, lituanos, túrquicos, rumanos.     |        |
| Europa            | Constanța · Territorio de Rumania | Rumano (Oficial). Ruso (minoritaria). | rusos, ucranianos, turcos, túrquicos, rumanos.                       |        |
| Europa            | Moldavia | Rumano y moldavo (oficiales). Ruso, Gagaúzo, Turco (cooficiales). Búlgaro y Ucraniano, Español (minoritarias).                                 | rusos, ucranianos, túrquicos, búlgaros, gagauzos, rumanos, moldavos. |        |
| Europa            | Lituania | Lituano (oficial). Ruso, letón, polaco. | rusos, bielorrusos, polacos, lituanos, letónes.                      |        |
| Europa            | Estonia | Estonio (oficial). Ruso | rusos, estonios, letónes.                                            |        |
| Europa            | Letonia | Letón (oficial). Ruso | rusos, bielorrusos, estonios, letónes, lituanos.                     |        |
| Europa            | Azerbaiyán | Azerí (oficial). Ruso y persa. | azeríes, armenios, Iraníes, rusos,                                   |        |
| Europa            | Armenia | Armenio (oficial). Ruso 3 % | azeríes, armenios, rusos, Iraníes, georgianos.                       |        |
| Europa            | Georgia | Georgiano (Oficial). Ruso 1,5 % | armenios, rusos, túrquicos, iraníes, georgianos.                     |        |
| Asia              | | |                                                                      |        |
| Rusia             | Ruso (Oficial). | rusos, ucranianos, tártaros, bielorrusos y armenios, túrquicos                                                                                 |                                                                      |        |
| Kazajistán        | Ruso y Kazajo (oficiales). | rusos, kazajos, kirguises, turcos, lituanos, túrquicos, rumanos.                                                                               |                                                                      |        |
| Uzbekistán        | Ruso y Uzbeko (oficiales). Karakalpako (cooficial). Lituano (Minoritaria).                                                              | rusos, kazajos, uzbekos, lituanos, tayikos, túrquicos, coreanos.                                                                               |                                                                      |        |
| Tayikistán        | Tayiko (oficial). Ruso (Cooficial) | rusos, tayikos, túrquicos. |                                                                      |        |
| Kirguistán        | Ruso y Kirguís (Oficiales). | rusos, letónes, uzbekos, uigures, lituanos, kirguises.                                                                                         |                                                                      |        |
| Turkmenistán      | Turcomano (oficial). Ruso (cooficial)                                                                                                   | turcomanos, rusos, uzbekos. |                                                                      |        |
| Israel            | Hebreo y árabe (oficiales). Inglés, ruso, francés, alemán, español, amhárico, judeoalemán o yidis, judeoespañol o ladino y entre otros. | Hebreos, árabes, arameos, caldeos, asquenazíes, sefardíes y entre otros.                                                                       |                                                                      |        |
| Chipre            | Turco y griego (oficiales). Inglés, ruso, armenio, árabe (minoritarias).                                                                | Hebreos, árabes, armenios, turcos y europeos,                                                                                                  |                                                                      |        |
| Turquía           | Turco (oficial). judeoespañol 1,2 %, ruso 4,5 %, armenio, árabe, kurdo.                                                                 | azeríes, turcos, judíos, armenios, kurdos, rusos.                                                                                              |                                                                      |        |
| Azerbaiyán        | Azerí (oficial). Ruso y Persa. | azeríes, armenios, Iraníes, rusos, |                                                                      |        |
| Armenia           | Armenio (oficial). Ruso 3 % | azeríes, armenios, rusos, Iraníes, georgianos.                                                                                                 |                                                                      |        |
| Georgia           | Georgiano (oficial). Ruso 1,5 % | armenios, rusos, túrquicos, Iraníes, georgianos.                                                                                               |                                                                      |        |
| Mongolia          | Mongol (oficial). ruso 5,3 %, chino 2,1%.                                                                                               | mongoles, chinos, rusos, túrquicos (principalmente kazajos).                                                                                   |                                                                      |        |